# Albany, Ohio
Albany är en ort (village) i Athens County i Ohio. Vid 2020 års folkräkning hade Albany 917 invånare.